# Autoroute A82 (France)
Pour les articles homonymes, voir A82.
L'autoroute A82 est une courte autoroute française située entre Orvault et Sautron au nord-ouest de Nantes, dans le département français de la Loire-Atlantique. Il était prévu qu'elle relie, à terme Brest à Nantes, couvrant ainsi tout le sud de la région Bretagne.

## Tracé
Son tracé n'est constituée que d'un court segment, situé entre le périphérique de Nantes et le début de la RN 165.
La vitesse est limitée à 110 km/h et la circulation est gratuite.

## Abandon du projet Nantes-Brest
Dans les années 1990, il était prévu de mettre l'intégralité de la RN 165 aux normes autoroutières jusqu'à Brest. Une fois ces travaux terminés, la RN 165 devenait partie intégrante de l'A82. Pour cela, les bandes d'arrêt d'urgence auraient été élargies ou créées, certains virages corrigés (virages de Daoulas, en particulier), certaines sorties remodelées (bandes d'accélération et de décélération trop courtes). De même, la voie express aurait adopté une signalisation conforme aux normes autoroutières (sorties numérotées, panneaux bleus, cartouches "A82" et panneaux "entrée/sortie d'autoroute" sur les échangeurs…). Des aires auraient aussi été créées.
Fin 2014, le projet est abandonné. La préfecture de la région Bretagne déclare, en septembre 2014, que « la mise aux normes autoroutières des routes nationales bretonnes est un projet qui avait été étudié dans les années 80 - 90 mais qui n'est plus à l'ordre du jour. ». En octobre 2014, la Direction régionale des routes de l'Ouest enterre définitivement le projet : « On continue de réaliser des travaux mais cela ne fait plus partie d'une ambition globale [...] Pas question de faire de la RN 165 et de la RN 12 des autoroutes, à quelque horizon que ce soit (2017, 2020 ou 2025). ».

## Échangeurs
Section concédée à DIR Ouest et gratuite
- Échangeur entre A82, A844 et RN 844
  -    Début d’autoroute A82
- 1 Orvault - Bourg : Orvault, Sautron (demi-échangeur)
- 2 Sautron : Orvault, Sautron, Saint-Herblain, Nantes, Hôpital Nord-Laënnec (demi-échangeur)
  -  A82 devient RN 165

## Caractéristiques
- 2 × 2 voies
- Longueur : 2 kilomètres
- Vitesse : 110 km/h